# Pedro Aguirre Cerda (kommun)
Pedro Aguirre Cerda är en kommun i Chile.   Den ligger i provinsen Provincia de Santiago och regionen Región Metropolitana de Santiago, i den mellersta delen av landet. 